# Scarabaeus schulzeae
Scarabaeus schulzeae är en skalbaggsart som beskrevs av Ferreira 1969. Scarabaeus schulzeae ingår i släktet Scarabaeus och familjen bladhorningar. Inga underarter finns listade i Catalogue of Life.